# ألبرت ميشيل
ألبرت ميشيل (بالفرنسية: Albert Michel )‏ (و. 1909 – 1981 م) هو ممثل، من فرنسا، ولد في نانسي، توفي في الدائرة السادسة عشر في باريس، عن عمر يناهز 72 عاماً.

## وصلات خارجية
- ألبرت ميشيل على موقع IMDb (الإنجليزية)
- ألبرت ميشيل على موقع ألو سيني (الفرنسية)
- ألبرت ميشيل على موقع أول موفي (الإنجليزية)
- ألبرت ميشيل على موقع قاعدة بيانات الأفلام السويدية (السويدية)
- ألبرت ميشيل على موقع قاعدة بيانات الفيلم (الإنجليزية)
- ألبرت ميشيل على موقع كينوبويسك (الروسية)